# Squinzano
Squinzano é uma comuna italiana da região da Puglia, província de Lecce, com cerca de 15.336 habitantes. Estende-se por uma área de 29 km², tendo uma densidade populacional de 529 hab/km². Faz fronteira com Campi Salentina, Cellino San Marco (BR), Lecce, San Pietro Vernotico (BR), Torchiarolo (BR), Trepuzzi.

## Demografia
| Variação demográfica do município entre 1861 e 2011                               |
|                                                                                   |
| Fonte: Istituto Nazionale di Statistica (ISTAT) - Elaboração gráfica da Wikipedia |